# Helophilus latifrons
Helophilus latifrons är en tvåvingeart som beskrevs av Friedrich Hermann Loew 1863. Helophilus latifrons ingår i släktet kärrblomflugor, och familjen blomflugor. Inga underarter finns listade i Catalogue of Life.